# Adolf H. Zwei Leben
Adolf H. Zwei Leben (frz. La Part de l’autre) ist ein 2001 erschienener Roman von Éric-Emmanuel Schmitt, der eine alternative Lebensgeschichte Adolf Hitlers beschreibt. Schmitt stellt die These auf, der Diktator hätte eine andere Entwicklung genommen, wenn er an der Wiener Kunstakademie angenommen worden wäre. Nur ein Wort, nämlich „bestanden“, hätte das Schicksal eines ganzen Volkes und die Geschichte des zwanzigsten Jahrhunderts einen anderen Verlauf nehmen lassen.

## Handlung
Das Buch gliedert sich in zwei parallel verlaufende Handlungsstränge:
Einmal wird das Leben von Adolf Hitler ab dem 8. Oktober 1908 bis zu seinem Tod am 30. April 1945 beschrieben, was auch die Folgen der Hitler-Diktatur, wie den Kalten Krieg, die Deutsche Teilung und die Gründung Israels einschließt.
Die fiktive Handlung zeichnet einen gegensätzlichen Lebensweg des Adolf H. auf:
Hitler, in dieser Handlung stets Adolf H. genannt, wird am 8. Oktober 1908 an der Kunstakademie angenommen. Dort schließt er langanhaltende und enge Freundschaften. Beim Zeichenunterricht mit Aktmodellen fällt er jedoch in Ohnmacht. Verzweifelt konsultiert er seinen Hausarzt Eduard Bloch, der ihn zu einem gewissen Sigmund Freud schickt. Dieser diagnostiziert bei Adolf H. einen Ödipuskonflikt, der darauf zurückzuführen sei, dass H.s Mutter immer wieder von dessen Vater verprügelt worden sei. Nach dem Tod des Vaters und später auch der Mutter, stellten sich bei H. doppelte Schuldgefühle ein. Nach einigen Sitzungen gelingt es Freud, seinen Patienten erfolgreich zu therapieren. Durch diverse Liebschaften im Wiener Nachtleben überwindet Adolf H. seine sexuellen Verklemmungen vollends. Die Überwindung der Schuldgefühle und der sexuellen Hemmung, das fordernde, aber erfüllende Studium und der enge Austausch mit den Kollegen führen zu einer anderen Entwicklung von Herrn H. 
Mit Kriegsausbruch 1914 wird Adolf H. einberufen und an die französische Front geschickt. Im Verlaufe des Krieges entwickelt H. sich zum Pazifisten.
Nach Kriegsende emigriert er nach Paris, um dort sein Leben als Künstler wieder aufzunehmen. Er schließt sich der Gruppe um André Breton an, wendet sich dem Surrealismus zu und wird ein angesehener Maler dieser Kunstrichtung. Außerdem geht er mit einer Französin eine leidenschaftliche Beziehung ein. Aufgrund des Todes seiner Geliebten durch Krankheit gibt Adolf H. seine aktive Künstlerlaufbahn auf. Er zieht nach Berlin und wird dort Kunstprofessor.
In Berlin trifft Adolf H. auch eine Bekannte aus Paris, die erfolgreiche Parfümeurin Sarah Rubinstein, wieder. Diese ermutigt ihn dazu, sich wieder der Malerei zu widmen. Zwischen den beiden entwickelt sich eine leidenschaftliche Beziehung, die in eine Ehe mündet. Aus der Verbindung gehen Zwillinge hervor.
Während der 40er und 50er Jahre wird Adolf H. zu einem Künstler von Weltruhm. Sein Sohn Rembrandt wird ein berühmter Physiker, der am deutschen Raumfahrtprogramm mitarbeitet, seine Tochter Sophie heiratet einen Amerikaner und steigt in den USA ins Filmgeschäft ein. Nach dem Tod seiner Frau und dem Sinken seines Sterns in den 60er Jahren emigriert Adolf H. nach Kalifornien. Er verbringt seinen Lebensabend, indem er sich der Lithografie widmet und einen Großteil seiner Zeit seinen drei Enkeln schenkt. 1970 stirbt Adolf H. friedlich im Kreis seiner Familie.

## Weltgeschehen

Politische Karte von Europa nach dem deutsch-polnischen Krieg

Durch die Nichtexistenz der Hitlerdiktatur verläuft das politische Weltgeschehen anders, was im Buch relativ knapp beschrieben wird.
So ergreifen in Deutschland Anfang der Dreißigerjahre nicht die Nationalsozialisten die Macht, sondern eine konservative, vom Militär unterstützte Regierung mit Ludwig Beck als Reichskanzler. Das zwar nicht totalitäre, aber autoritäre Regime erfreut sich beim deutschen Volk nur mäßiger Zustimmung.
Österreich und die Tschechoslowakei werden nicht von Deutschland annektiert, sondern dessen wichtigste Wirtschaftspartner. Allerdings greift Deutschland 1939 Polen an und besiegt es in einem kurzen Krieg. Da Großbritannien und Frankreich neutral bleiben, weitet sich der Konflikt nicht aus und der Zweite Weltkrieg findet niemals statt.
Polen muss die im Versailler Vertrag gewonnenen Gebiete wieder an Deutschland abtreten. Da die meisten Deutschen die Ehre ihres Landes damit wiederhergestellt sehen, verlieren die radikalen politischen Gruppen den Boden. Infolgedessen entwickelt sich das Land allmählich wieder zur Demokratie und einem der weltweit erfolgreichsten Staaten in der Judenintegration. Antisemitismus, zu dessen bekanntesten Vertretern Joseph Goebbels gehört, wird in Deutschland zur „peinlichen Randerscheinung“.
Deutschland entwickelt sich zum wirtschaftlich stärksten Land der Welt und Berlin wird zur multikulturellen Weltmetropole. Außerdem schicken die Deutschen den ersten Satelliten ins All und führen 1970 die erste Mondlandung durch.
Die Gründung Israels findet ohne den Holocaust niemals statt. Trotz vieler Befürworter des Zionismus stoppen die Briten auf Druck der arabischen Bevölkerung die Einwanderung von Juden nach Palästina.
In der Sowjetunion wird das kommunistische Regime Anfang der Sechzigerjahre durch einen Volksaufstand gestürzt.
Die USA erreichen ohne den Zweiten Weltkrieg nicht den Status einer Supermacht und gelten als eher altmodisches Land.

## Aussagen zum und über das Buch
Schmitt selbst notierte zu seinem Buch: „Indem ich zeige, dass Hitler ein anderer hätte werden können, werde ich jeden Leser spüren lassen, dass auch er hätte Hitler werden können.“
Andreas Platthaus stellt in der Frankfurter Allgemeinen Zeitung die Frage: „Was fasziniert Autoren aus Frankreich so sehr an der Motivation der nationalsozialistischen Mörder?“ und führt aus, dies sei „ein ganz anderer, ein viel spekulativerer und auch viel banalerer, aber zugleich auch den Leser mehr herausfordernder Ansatz als der von Jonathan Littell in Die Wohlgesinnten“. Hier werde „ungeachtet Schmitts provokativer These vom Hitler-Potential in uns allen eine hoffnungsvolle Geschichte erzählt: wie der veränderte Lebensweg einer einzigen Person die ganze Geschichte verändert hätte“. Platthaus führt sodann aus, dass Tolstoi sich im Grabe umgedreht haben dürfte, denn dieser habe in seinem Roman Krieg und Frieden, „dem Idealbild der Gattung des historischen Romans, die Unabwendbarkeit des Weltgeschehens postuliert und jeder Erklärung durch Einzelakteure eine Absage erteilt.“
Thomas Laux von der Neuen Zürcher Zeitung ist der Ansicht, die fiktive Hitler-Figur werde „durch die Realität der historischen Figur komplett überlagert“ und gerate „zur artifiziellen Hypostasierung; die Monstrosität des echten Hitlers“ lasse sich „schlechterdings nicht relativieren, was eben auch ein rezeptionelles Problem der Zumutbarkeit“ sei. Die Handlung um den fiktiven Adolf H. wirke „bis ins Übermss konstruiert, verkitscht und verschwurbelt“. Laux meint, „Sublimierung“ sei Schmitts Sache „nun gewiss nicht“. Laux’ Fazit lautet: „Nein, Schmitt hätte sich dieses Buch nicht antun sollen, wir Leser haben da eine vergleichsweise leichte Entscheidung.“

## Ausgaben
- Éric-Emmanuel Schmitt: Adolf H. Zwei Leben. Übersetzt von Klaus Laabs. Ammann, Zürich 2008, ISBN 978-3250601074.
- Éric-Emmanuel Schmitt: La Part de l’autre. Le Livre de Poche, Paris 2003, ISBN 978-2253155379.